# HMailServer
hMailServer ist ein Mailserver für Windows.
hMailServer versucht alle wesentlichen Funktionen eines Mailservers in einem einfach zu installierenden und konfigurierenden Programm zusammenzufassen. Das Programm wurde komplett in C++ programmiert und befindet sich in ständiger aktiver Weiterentwicklung. Bis Version 4 ist der hMailServer unter der GPL lizenziert und ab Version 5.4 wieder Open Source.
hMailServer benutzt zur Speicherung sämtlicher Konfigurationen eine Datenbank, wahlweise kann entweder MySQL, MSSQL oder PostgreSQL benutzt werden. Für den Fall, dass man keine eigene Datenbankinstallation auf dem Mailserver vorgenommen hat, bietet hMailServer die Möglichkeit, eine MSSQL-Minimalinstallation durchzuführen.
Die Installation erfolgt über einen Windows-Installer, die Konfiguration über eine grafische Benutzeroberfläche. Dadurch ist hMailServer sehr benutzerfreundlich und ohne besondere Systemvoraussetzungen zu installieren und zu warten.
Da sämtliche Konfigurationsparameter in einer Datenbank verwaltet werden, ist eine Administration über eine Webschnittstelle ebenfalls möglich.

## Funktionen
- Verwaltung mehrerer Domains
- optionale Active-Directory-Anbindung für E-Mail-Konten
- Unterstützung von POP3, IMAP und SMTP
- gewisse Anti-Spam-Funktionen, Integration von SpamAssassin
- Einbindung von Virenscannern, insbesondere ClamWin
- Zugriffssteuerung abhängig vom IP-Adressbereich
- Mehrsprachigkeit
- einfache und übersichtliche Konfigurationen über eine grafische Benutzeroberfläche
- Abruf von externen POP3-Postfächern möglich

hMailServer wird nicht mehr aktiv weiterentwickelt. Da die Software auf Algorithmen aufbaut, die nach modernen Standards als unsicher gelten, wie z. B. SHA1, wird der Umstieg auf aktuelle Programme empfohlen.
Der Entwickler empfahl als Webmailsystem SquirrelMail und Roundcube, wobei es für ersteres auch eine extra modifizierte und an hMailServer angepasste Version gab.